# Rainer Brüderle
Rainer Brüderle, född 22 juni 1945 i Berlin, är en tysk politiker (FDP).
Från 1987 till 1998 var han ekonomiminister i delstaten Rheinland-Pfalz, från 1998 till 2009 ställföreträdande ordförande i FDP:s partigrupp i Förbundsdagen och är sedan 1995 ställföreträdande partiordförande i FDP. Från 28 oktober 2009 till 12 maj 2011 var han Tysklands ekonomi- och teknologiminister i Regeringen Merkel II; han gav upp befattningen till förmån för sin nye partiledare Philipp Rösler. Från 2011  till 2013 var han ordförande för FDP:s förbundsdagsgrupp.

## Webblänkar
- Wikimedia Commons har media som rör Rainer Brüderle.
- Rainer Brüderles hemsida
- Rainer Brüderle im Interview mit Hingesehen

## Fotnoter
1. 1 2 3 4  läs online, webarchiv.bundestag.de .[källa från Wikidata]
2. ↑  Stammdaten aller Abgeordneten des Deutschen Bundestages, läs online, läst: 13 april 2018.[källa från Wikidata]
3. ↑  Brockhaus Enzyklopädie, Brockhaus Enzyklopädie-ID: bruderle-rainer, läst: 9 oktober 2017.[källa från Wikidata]
4. ↑  Gemeinsame Normdatei, läst: 15 december 2014.[källa från Wikidata]
5. 1 2 3 4 5  Katalog der Deutschen Nationalbibliothek, Deutsche Nationalbibliotheks katalog-id-nummer: 115433856, läst: 27 december 2024.[källa från Wikidata]
6. ↑  Stammdaten aller Abgeordneten des Deutschen Bundestages, läs online, läst: 28 december 2018.[källa från Wikidata]
7. 1 2  bundestag.de, 15 januari 1996.[källa från Wikidata]
8. ↑  läs online, webarchiv.bundestag.de , läst: 29 oktober 2021.[källa från Wikidata]
9. ↑  läs online, www.bundestag.de , läst: 27 december 2024.[källa från Wikidata]